# Elnes
Elnes település Franciaországban, Pas-de-Calais megyében. Lakosainak száma 847 fő (2022. január 1.). Elnes Lumbres, Setques, Wavrans-sur-l’Aa, Wismes, Affringues és Esquerdes községekkel határos.

## Népesség
A település népességének változása:
| Lakosok száma | 957  | 955  | 951  | 914  | 894  | 876  | 868  | 858  | 847  |
|               | 2013 | 2015 | 2016 | 2017 | 2018 | 2019 | 2020 | 2021 | 2022 |